# تپه دارکانی
تپه دارکانی مربوط به دوران پیش از تاریخ ایران باستان تا میانه دوران‌های تاریخی پس از اسلام است و در شهرستان سنقر، بخش مرکزی، روستای گلویج واقع شده و این اثر در تاریخ ۱۱ مرداد ۱۳۸۴ با شمارهٔ ثبت ۱۲۴۶۰ به‌عنوان یکی از آثار ملی ایران به ثبت رسیده است.